# Émile Chautemps
Émile Chautemps, född 2 maj 1850 och död 10 december 1918, var en fransk politiker. Han var far till politikern Camille Chautemps.
Chautemps var medicine doktor och medlem av Paris stadsfullmäktige 1884-89, och dess ordförande 1889. Från 1889 var han radikal deputerad för Paris, och blev 1895 kolonialminister i Alexandre Ribots ministär. Han blev senator 1905.